# Sibel
Sibel è un film del 2018 diretto da Guillaume Giovanetti e Çagla Zencirci.

## Trama
La 25enne Sibel vive con suo padre e sua sorella in un remoto villaggio tra le montagne della regione turca del Mar Nero. È muta e comunica usando l'antica lingua fischiata della loro regione.
Disprezzata dagli altri abitanti del villaggio, caccia incessantemente nella vicina foresta un fantomatico lupo, effettivamente vivente soltanto nelle paure e nelle fantasie degli abitanti del villaggio. Un giorno incontra un fuggitivo ferito e vulnerabile. Che è il primo a vederla in modo diverso.